# Vertaalwetenschap
Vertaalwetenschap (Engels: translation studies) is de wetenschap die zich bezighoudt met de systematische studie van alles wat te maken heeft met vertalen, vertaling, tolken (tolkwetenschap), lokalisatie. Het is een interdiscipline in de toegepaste taalkunde die onder andere leunt op computerwetenschap, linguïstiek, filologie, semiotiek en terminologie. 
De Engelse term translation studies werd voor het eerst gebruikt door James S. Holmes in 1972.

## Geschiedenis
Oorspronkelijk was vertaalwetenschap vooral prescriptief (hoe moet een vertaler vertalen?). Tijdens het Vierde Slavistencongres in Moskou in 1958 werd voorgesteld om een aparte vertaalwetenschap te introduceren, met als doel alle vormen van vertaling te bestuderen zonder volledig afhankelijk te zijn van linguïstiek of literatuurwetenschap. 
Aan sommige Amerikaanse universiteiten (zoals Princeton en Iowa) werden in de jaren 60 van de 20e eeuw vertaalworkshops gegeven. In de jaren 50 en 60 verschenen de eerste vertaalstudies binnen de linguïstiek. In 1972 stelde Holmes (met het artikel The name and nature of translation studies) tijdens het Kopenhaagse Congres voor Toegepaste Linguïstiek voor om vertaalwetenschap te consolideren als aparte discipline. 
Tot de jaren 90 van de 20e eeuw bestond de vertaalwetenschap uit verschillende scholen met een eigen model (prescriptief, descriptief, skopostheorie). Sindsdien is de vertaalwetenschap zich meer gaan richten op verschillende parallelle onderzoeksdomeinen (vertaalgeschiedenis, vertaalsociologie, ethiek, gender, ...)

## Disciplines
Om de diverse aspecten van vertaalwetenschap ten opzichte van elkaar te situeren ontwikkelde Holmes in 1972 een kader dat Gideon Toury later als de volgende boomstructuur voorstelde:
- vertaalwetenschap
  - zuivere vertaalwetenschap
    - theoretisch
      - algemeen
      - partieel: specifieke media, domeinen, rangen (woord/zin/tekst), teksttypes, tijdskaders, vertaalproblemen

    - beschrijvend
      - productgeoriënteerd
      - procesgeoriënteerd
      - functiegeoriënteerd

  - toegepaste vertaalwetenschap
    - opleiding tot vertaler
    - hulpmiddelen bij vertaling
    - kritiek op vertalingen

Deze opsomming en indeling geeft uitdrukking aan Holmes' overtuiging dat vertaalwetenschap op weg was een empirische wetenschap te worden: een opsplitsing tussen zuivere en toegepaste wetenschap. De zuivere wetenschap werd verder opgedeeld in een theoretische en een descriptieve tak.